# サウスランド (テレビドラマ)
『サウスランド』（SouthLAnd）は、アメリカ合衆国のテレビドラマである。ロサンゼルス市警の警官たちの過酷な任務と苦悩を等身大のリアリティで描いたヒューマン・クライム・サスペンスドラマ。ベン・マッケンジーが、主人公の制服警官を演じる。
第1シーズンはNBC、第2シーズン以降はTNTにより放送された。2009年にNBCは第2シーズン全13話を同年9月25日より開始する予定であることを発表した。しかしながら8月27日、NBCはプロモーション不足を理由に放送開始日を10月23日に変更した。そして10月8日、NBCはシリーズの打ち切りを発表した。   
2009年11月2日、TNTは第1シーズン7話分及び第2シーズン6話分の権利を獲得した。2010年1月12日よりTNTでの放送が始まった。2010年4月26日、TNTはさらに第3シーズン全10話を2011年1月4日より開始することを発表した。TNTにより製作費は削減され、キャストも減らされた。2011年3月22日、第4シーズン全10話の製作が発表され、2012年1月17日より開始された。2013年2月13日には第5シーズンが開始された。
2013年5月10日、TNTはシリーズ終了を発表した。
杉本彩が第3シーズン配信開始を前に2011年9月15日、主演のベンジャミン・マッケンジーとともに記者会見を行った。
2013年現在、日本ではワーナー・オンデマンドで字幕版が視聴可能である。
2016年2月現在、Amazon.comビデオでシーズン1とシーズン2が視聴可能(有料)。
2015年8月からAXNにてシーズン1からシーズン5まで全シーズン放送され、2017年現在リピート放送されている。

## 出演
- マイケル・マグレディ
- レジーナ・キング
- ベンジャミン・マッケンジー
- ショーン・ハトシー
- マイケル・カドリッツ
- アリヤ・バレイキス
- トム・エヴェレット・スコット
- ケヴィン・アレハンドロ
- クリフトン・コリンズ・Jr
- ルーシー・リュー
- グリン・ターマン

## サブタイトル

### 第1シーズン
1. 新人警官 着任(Unknown Trouble)
2. 3発目は命取り( Mozambique)
3. 女たちの街( See the Woman)
4. 捨てられた亡骸( Sally In the Alley)
5. 消えた拳銃(Two Gangs)
6. ウエストサイド(Westside)
7. 警官の宿命(Derailed)